# كتاب هان
كتاب هان (بالصينية المبسطة: 汉书 أو 前汉书؛ بالصينية التقليدية: 漢書 أو 前漢書) هو عمل تاريخي صيني انتهت كتابته في 111 ميلادي ويغطي تاريخ هان الغربية من عام 205 ق م إلى 25 ميلادي.